# 薩克斯-瓦福效應
薩克斯–沃爾夫效應（英語：Sachs–Wolfe effect）是宇宙微波背景輻射（CMB）的一種性質，來自CMB的光子由於重力紅移而使得CMB的光譜參差不齊。這種效應是角度在10度以上的CMB波動的主要來源。它以赖纳·萨克斯和阿瑟·M·沃尔夫的名字命名。

## 不完全薩克斯-沃爾夫效應
不完全的薩克斯-沃爾夫效應是由重力紅移在表面發生的最後散射。由於在當時物質/能量密度的差異，在天空各處的最後散射效應並不是一個常數。

## 完全薩克斯-沃爾夫效應
完全薩克斯-沃爾夫效應也是由重力紅移造成的，但是此處發生的是在地球和表面最後散射之間，所以它不是CMB的基礎部份。
完整的效應有兩種主要的貢獻。第一種發生在光子離開最後散射表面之後很短的時間，因為宇宙從由輻射主導轉變為由物質控制，因此可歸因於勢阱的演變。第二種，有時稱為‘遲滯完全薩克斯-瓦福效應’，出現得比宇宙常數 （或一般所謂的暗能量）開始感覺作用時為晚；或是宇宙曲率，如果宇宙不是如此的平坦。後者的效應在宇宙微波背景輻射和大尺度結構的交互作用上，在大尺度擾動的振幅上有一個可觀察的標記。

## 外部連結
- Sam LaRoque, The Integrated Sachs-Wolfe Effect. University of Chicago, IL.
- Aguiar, Paulo,  and Paulo Crawford, Sachs-Wolfe effect in some anisotropic models （页面存档备份，存于）. (PDF format)
- White, Martin, and Wayne Hu, The Sachs-Wolfe effect （页面存档备份，存于）. Astronomy and Astrophysics 321, 89. 1997. Enrico Fermi Institute, University of Chicago. (PDF format)
- Sachs-Wolfe effect （页面存档备份，存于） Level 5.